# Florian Leopold Gassmann
Florian Leopold Gassmann (4. května 1729 Most – 20. ledna 1774 Vídeň) byl hudební skladatel, kapelník a varhaník.

## Životopis
Florian Leopold Gassmann se narodil 4. května 1729 v Mostě. Hudební nadání v něm rozvíjel ředitel kůru mosteckého kostela Jan Vobořil. Florian Leopold u něho získal hudební základy, učil se zpěvu, hře na housle a harfu. Studoval také na jezuitském gymnáziu v Chomutově.
Florian Leopold se chtěl věnovat hudbě i nadále, ale protože s tím rodina nesouhlasila, odešel v roce 1741 do Karlových Varů a poté do Benátek. Zde pokračoval ve studiu hudby a posléze dva roky studoval v Boloni u hudebního skladatele a teoretika Giovanniho Battisty Martiniho a stal se varhaníkem v ženském klášteře v Benátkách.
Gassmann se přihlásil do soutěže benátského divadla San Moisè na novou operu pro karnevalovou sezónu roku 1757. Se svou Merope v žánru opera seria uspěl a ohlas byl natolik příznivý, že získával objednávky na nové opery pro karneval ještě dalších pět let.
V roce 1763 byl povolán do Vídně jako skladatel baletů a už o rok později se stal po Ch. W. Gluckovi divadelním kapelníkem. Když po smrti císaře Františka Štěpána I. ve Vídni po celý rok přestala hrát divadla, Gassmann se počátkem roku 1766 vrátil do Benátek. Zde získal nového žáka, tehdy patnáctiletého Antonia Salieriho a při svém návratu do Vídně v roce 1768 jej vzal s sebou. Ihned po příjezdu do Vídně Gassman představil Antonia císaři Josefovi II., kterému se nadaný a skromný Ital zalíbil, což mělo rozhodující význam pro Salieriho životní dráhu. Ve Vídni Gassmann Salierimu zajistil nejlepší dosažitelné vzdělání, sám ho učil kontrapunktu a na ostatní disciplíny najal nejlepší učitele. Všechny náklady nesl sám, což mu Salieri nikdy nezapomněl. Staral se o uchování díla svého učitele a po jeho smrti i o jeho rodinu. Gassmanova dcera se pod jeho vedením stala sólistkou dvorní Opery.
Ve Vídni prožil Gassmann vrchol své kariéry. Byl jmenován dvorním a komorním skladatelem. V roce 1771 založil hudební společnost „Tonkünstler-Societät“, charitativní organizaci, která se má starat o penzijní fondy na podporu žen a dětí hudebníků. Salieri pro ni v roce 1776 zkomponoval velké oratorium a v letech 1788–1795 byl prezidentem společnosti a řídil její koncerty až do roku 1818. Společnost je dodnes živá a je jednou z nejvýznamnějších hudebních institucí Evropy.
V roce 1772 se stal vídeňským dvorním kapelníkem na dvoře císařovny Marie Terezie a Josefa II.
Z jeho podnětu byla v roce 1771 založena společnost na podporu vdov a sirotků po hudebnících ve Vídni. Florian Leopold Gassmann zemřel ve Vídni 20. ledna 1774 ve věku necelých 45 let.
V roce 1903 byla na jeho rodném domě v Mostě v Minoritní ulici odhalena pamětní deska a mezi světovými válkami byla před městským divadlem instalována Gassmannova busta. Ta však byla po druhé světové válce odstraněna a až v roce 1997 znovu umístěna před novou budovu Městského divadla.

## Shrnutí Gassmannova díla
Florian Leopold Gassmann po sobě zanechal rozsáhlé hudební dílo. Složil sedm vážných oper a 14 komických, dva scénické kantáty, známé je jeho oratorium La Betulia liberata. Zkomponoval velký počet kvartetů, divertiment, mší, triových sonát a symfonií. Spolu s italskými skladateli Baldassarem Galuppim a Niccolou Piccinim patřil k předním tvůrcům předmozartovské generace v žánru opera buffa.
V Itálii, Německu a Rakousku byl Gassmann známý jednak díky své opeře L'amore artigiano (Řemeslnická láska) z roku 1767 a dále i opeře La Contessina (Komtesa), která vznikla o tři roky později u příležitosti setkání rakouského císaře Josefa II. a pruského krále Friedricha II. v Uničově. 

## Seznam děl
- Opery (řazeny chronologicky podle data premiéry)
  - Merope (1757 v Benátkách)
  - Issipile (1758 v Benátkách)
  - Gli uccellatori (1759 v Benátkách)
  - Filosofia, ed amore (1760 v Benátkách)
  - Catone in Utica (1761 v Benátkách)
  - Ezio (1770 ve Florencii)
  - Un pazzo ne fà cento (1762 v Benátkách)
  - L'Olimpiade (1764 ve Vídni)
  - Il trionfo d'amore (1765 ve Vídni)
  - Achille in Sciro (1766)
  - Il viaggatore ridicolo (1767 ve Vídni)
  - Amore, e Psiche (1767 ve Vídni)
  - L'amore artigiano (1767 ve Vídni)
  - La notte critica (1768 ve Vídni)
  - L'Opera seria (1769 ve Vídni)
  - La Contessina (1770 v Uničově)
  - Il filosofo innamorato (1771 ve Vídni)
  - Le pescatrici (1771 ve Vídni)
  - I rovinati (1772 ve Vídni)
  - La casa di campagna (1773 ve Vídni)
  - Arcifanfano, rè di matti (ztracená, autorství nejasné)
  - L'isle sonnante (zachován klavírní výtah, autorství nejasné)

- Árie, duety a sbory
  - Árie (Pierotto) pro Galuppiho Il villano geloso (první akt)
  - Duet (Cavalier, Grifagno) pro Galuppiho Il villano geloso (první akt)
  - Árie (Giannina) pro Galuppiho Il villano geloso (první akt)
  - Árie (Giannina) pro Galuppiho Il villano geloso (druhý akt)
  - Duet (Isabella, Pierotto) pro Galuppiho Il villano geloso (třetí akt)
  - Finále pro Galuppiho Il villano geloso (třetí akt)
  - Árie pro Piccinniho Le finte gemelle
  - Finále pro Anfossiho Lo sposo di tre, marito di nessuna (třetí akt)
  - Árie pro Paisielliho Don Chisciotte della Mancia (1771)
  - Ouvertura, chóry, duety a balety pro Sacchiniho L'isola d'amore (1769)

- Kantáty
  - Amore, e Venere (1768)
  - L'amor timido

- Oratorium
  - La Betulia liberata (1772) (s A. Salierim)

- Duchovní hudba
  - 18 proprií
  - pět mší
  - tři hymny
  - dvě antifony
  - jedny nešpory
  - Requiem c-moll (1774) (část)

- Instrumentální hudba
  - asi 50 symfonií
  - divertimenta s rozličným nástrojovým obsazením
  - šest kvartetů
  - dvě triové sonáty pro flétnu, housle a violu

## Nahrávky
- Gassmann: Opera Arias. Ania Vegry. NDR Radiophilharmonie, dir. David Stern. 2020.
- String Quartets. Ensemble Vox Aurae, dir. Giancarlo De Lorenzo. 2018.
- Opera Overtures. Eclipse Chamber Orchestra, dir. Sylvia Alimena. 2009.